# یورای لوپتاک
یورای لوپتاک (اسلواکی: Juraj Lupták; ۲ ژانویهٔ ۱۹۴۲ – ۱۶ ژوئیهٔ ۱۹۸۷) متجاوز و قاتل زنجیره‌ای اهل کشور اسلواکی بود. به او لقب «خفه‌کن اهل بانسکا» داده بودند. او از ماه مه ۱۹۷۸ تا ژوئیه ۱۹۸۲ به سه زن جوان تجاوز کرده و آنها را به قتل رسانده بود.